# Władysław Bielecki (żołnierz)
Władysław Bielecki (ur. 25 września 1900 w Warszawie, zm. wiosną 1940 w Katyniu) – chorąży kawalerii Wojska Polskiego, ofiara zbrodni katyńskiej.

## Życiorys
Urodził się w rodzinie Szczepana i Anny z Wiechlińskich. Uczestnik I wojny światowej w Legionach Polskich i wojny 1920. Absolwent Szkoły Podoficerskiej w Jaworowie, kierownik kancelarii Podlaskiej Brygady Kawalerii. W 1939 walczył pod Kockiem. Aresztowany przez NKWD w Białymstoku, osadzony w Kozielsku. Został zamordowany wiosną 1940 w lesie katyńskim. Figuruje na liście wywózkowej LW 052/4 z 27.04.1940 r.

## Życie prywatne
Żonaty z Marią z Sienkiewiczów, miał córkę Halinę i syna Witolda.

## Ordery i odznaczenia
- Krzyż Walecznych
- Brązowy Krzyż Zasługi